# 郭谌 (唐朝)
郭諶（?—?），郭蘊的父親，郭簡的祖父，郭威的曾祖父。
妻子申氏。郭威显贵后，后汉追赠为太保。后周建立，郭威登位後，他被尊為皇帝，廟號後周僖祖，諡號明憲皇帝，皇陵稱齊陵。